# 馬爾施塔特湖

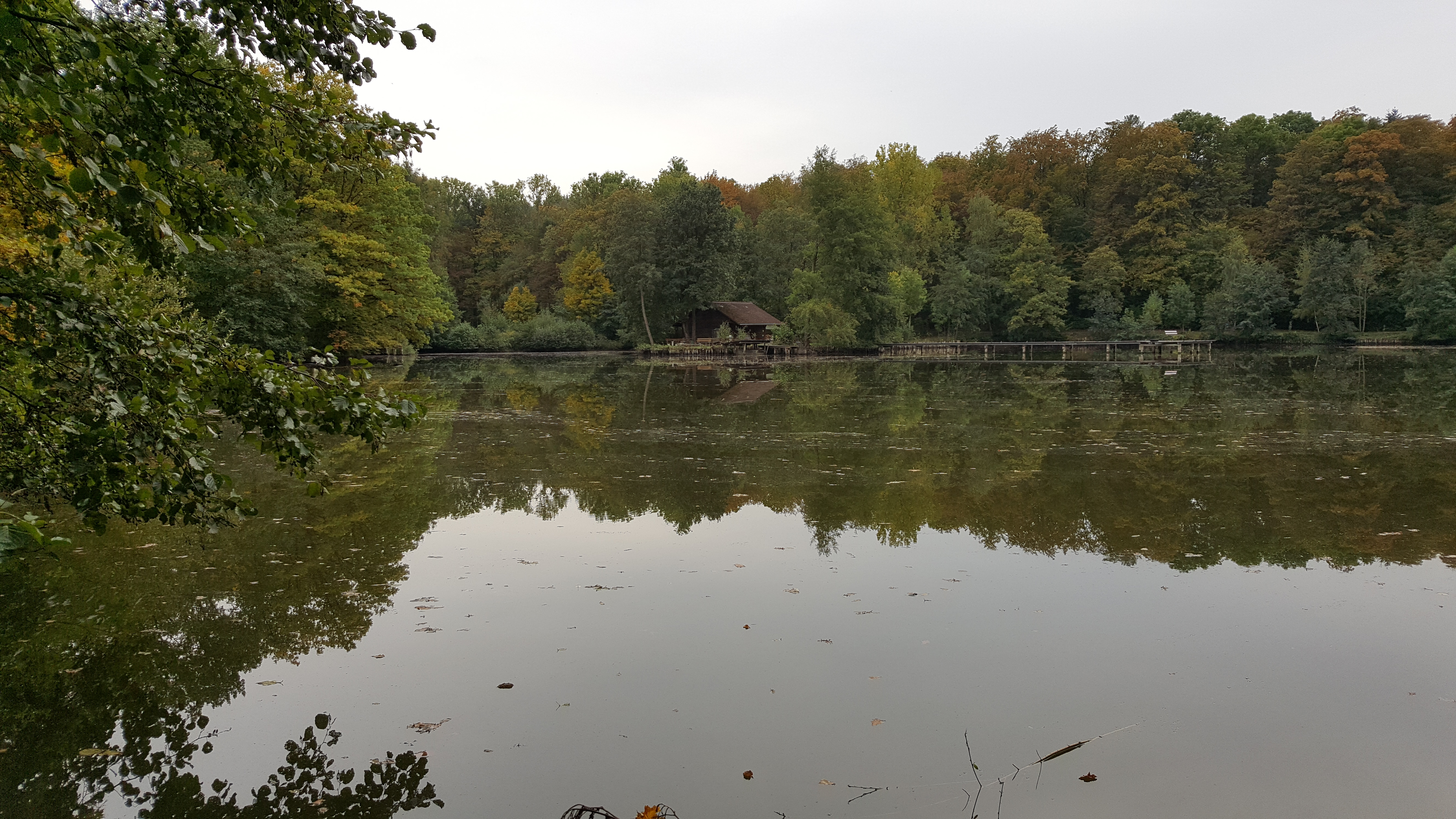

49°33′44″N 9°48′17″E / 49.562268°N 9.804837°E
馬爾施塔特湖（德語：Marstadter See），是德國的湖泊，位於該國西南部，由巴登-符騰堡州負責管轄，處於勞達-柯尼希斯霍芬東南面，面積0.02平方公里，海拔高度315米。